# Tambura

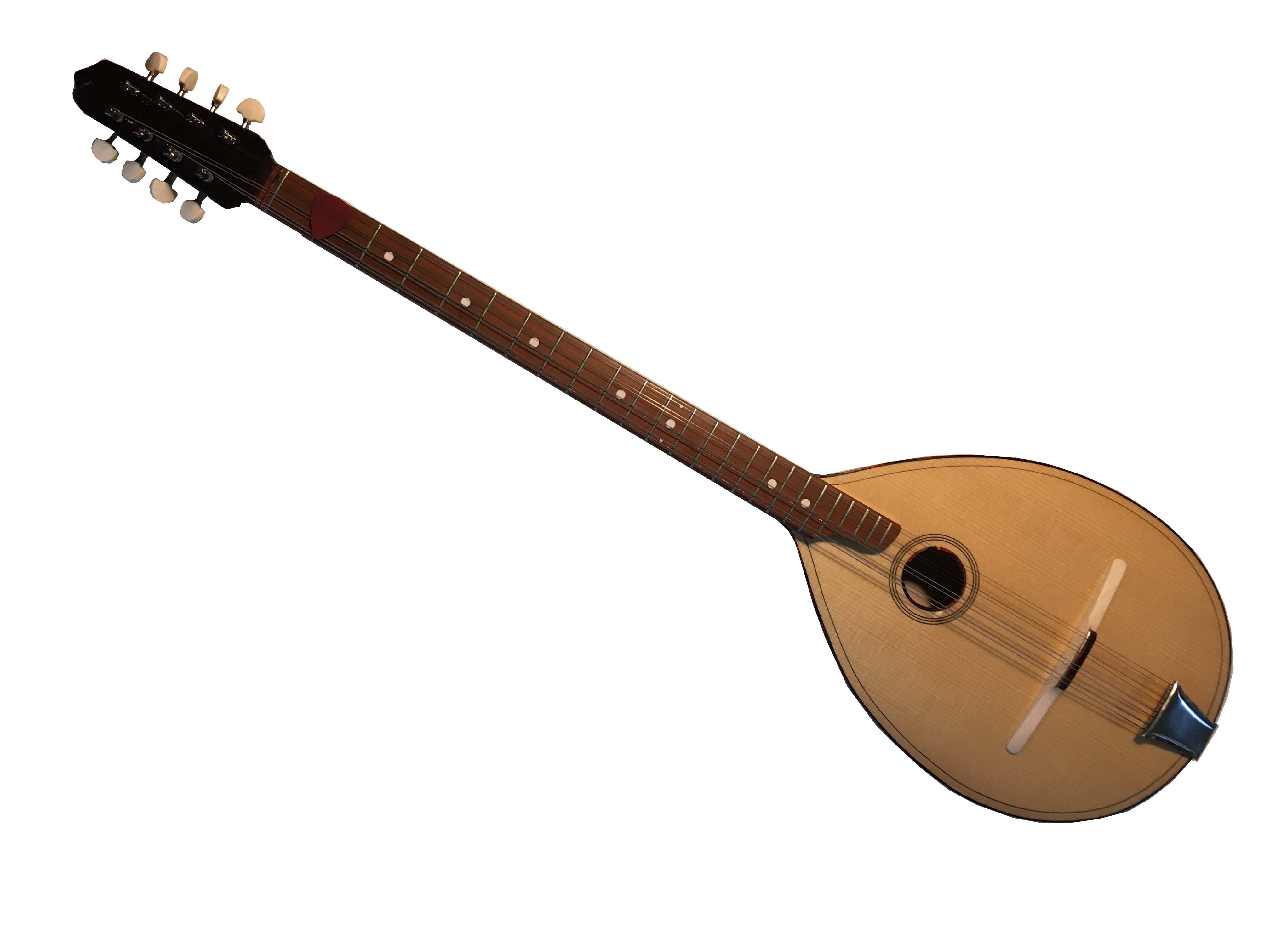
Achtsaitige bulgarische Tambura

Die Tambura ist eine gezupfte Langhalslaute, die als Volksmusikinstrument in Nordmazedonien und im südlichen Teil Bulgariens gespielt wird. Sie ist mit vier, sechs oder acht, selten auch zwei Metallsaiten bespannt, die immer paarweise angeordnet sind. Der Ton der Tambura klingt metallisch und ist von relativ kurzer Dauer. Ähnliche Langhalslauten im südslawischen Sprachraum heißen Tamburica.

## Bauform
Die Tambura hat einen schmalen, langen Hals, der mit 18 bis 20 Bünden versehen ist, die die Oktave in 12 Halbtonschritte teilen, und einem Wirbelkasten. Der Abstand der Bünde verkleinert sich vom Wirbelkasten zum Klangkörper des Instruments. Die Saiten sind aus Metall. Die Melodie wird auf der ersten Saite gespielt.
Der Klangkörper der Tambura ist eher flach (bulgarische Form) bis bauchig (mazedonische Form), oval und manchmal mit einer Holzeinlage verziert. Die Haltung zum Spielen der Tambura entspricht der Haltung zum Spielen einer Gitarre. Mit der Gitarre ist die Tambura jedoch nur weitläufiger verwandt. Je nach Tambura-Werkstatt hat die Tambura einen etwas unterschiedlichen Klang.

## Spielweise
Die Tambura wird mit einem Plektrum gespielt, kurze Töne werden einfach von oben nach unten gezupft, während man lange Töne mit Tremolo spielt, den jeweiligen Ton also (teilweise möglichst schnell) wiederholt. Es gibt zwei verschiedene Spieltechniken, die modernere Spieltechnik ist, dass jeweils nur ein Saitenpaar gegriffen und gezupft wird – diese Technik wird häufig angewendet, wenn die Tambura in einem Orchester oder größeren Ensemble gespielt wird.
Es gibt auch eine ältere (traditionelle) Spieltechnik, wo zwar nur das unterste Saitenpaar gegriffen, aber über zwei (oder seltener auch mehr) Saitenpaare der Tambura gezupft wird, so dass die nicht gegriffenen Saiten einen Bordun-Ton (Begleit-Ton) spielen. Diese Technik stammt aus alter Zeit und ist insbesondere dann üblich, wenn die Tambura als Solo-Instrument oder zur Begleitung einer Gesangsstimme genutzt wird, weil ihr Klang dadurch mehr Fülle bekommt.
Früher waren es hauptsächlich Männer, die Tambura spielten. In letzter Zeit sind jedoch auch Frauen gute Spielerinnen dieses Instruments. Die Tambura kommt als Soloinstrument vor, doch öfters ist sie das Begleitinstrument der Volkssänger. Da sie ein leises Instrument ist, wird sie selten verwendet, um zum Reigen aufzuspielen. Die Tambura hat auch ihren Platz im bulgarischen Volksorchester gefunden. Es bildet sich jeweils eine Gruppe von zwei oder drei hohen und tiefen Tamburas. Gewöhnlich kommen achtsaitige Tamburas zur Verwendung, die folgendermaßen gestimmt sind: e, B, G und D der kleinen Oktave. Ihr Schallkörper wurde für den Einsatz im Orchester vergrößert, das Griffbrett und der Tonumfang erweitert. So hat die Tambura einen starken Ton erhalten. Im Volksorchester wird sie sowohl zur Begleitung, als auch als Soloinstrument mit sehr großen technischen Möglichkeiten benutzt.

## Verbreitung
Der Name des südslawischen Instruments ist von persisch tanbūr und arabisch tunbūr abgeleitet. Namensvettern der Tambura sind die im indischen Raum gespielte Tanpura, die auch eine Langhalslaute ist, sich aber in Bauform und Klang deutlich unterscheidet, und die um das Rote Meer verbreitete Leier Tanbura.
Die nächsten Verwandten der Tambura außerhalb des balkanischen Kulturraums sind die italienische Mandoline und die russische Balalaika. Auf dem Balkan sind die Tamburica, Bouzouki und Šargija mit der Tambura verwandt, ebenso wie in der Türkei die Bağlama. Früher war die Tambura ausschließlich ein Instrument zur Begleitung von Gesang, die Kombination aus einer Gesangsstimme und einer Tamburastimme ist wohl das denkbar kleinste mazedonische Musikensemble, und dennoch sehr reizvoll. Auch heutzutage findet sie noch zur Gesangsbegleitung Verwendung, wird jedoch auch oft in Ensembles mit verschiedensten Instrumenten gespielt, da sie doch einen mittelgroßen Tonumfang hat. Im bulgarischen Pirin-Gebirge ist oftmals die Kombination aus Tambura und Tarambuka (Darbuka) üblich. 
Die Tambura ist weniger verbreitet als die Hirtenflöte Kaval, die Sackpfeife Gaida oder die Streichlaute Gadulka. Sie wird hauptsächlich in der Region des Pirin-Gebirges, in den Rhodopen, wenig in Mittel- und Westbulgarien und in einigen Gegenden Nordwestbulgariens gespielt. 
Im Pirin- und Rhodopen-Gebiet ist die Tambura ein Hauptmusikinstrument. Dort hat sie die Rolle der Streichinstrumente übernommen und ist das wichtigste Instrument im Orchester, während die anderen von zweitrangiger Bedeutung sind.

## Bekannte Tambura-Spieler
Mazedonien:
- Dragan Dautovski

Bulgarien:
- Kiril Trajkov,
- Rumen Sirakov,
- Valeri Dimchev und seine Frau Desislava